# Callirhoe
Callirhoe es un género de nueve especies de fanerógamas perteneciente a la familia (Malvaceae), nativo de las praderas de Norteamérica. De las nueve especies, algunas son perennes y otras anuales.  Fue descrito por Thomas Nuttall  y publicado en Journal of the Academy of Natural Sciences of Philadelphia  2(1): 181-182, en el año 1822. La especie tipo es Callirhoe digitata Nutt.

## Descripción
Los miembros de este género tienen hojas alternas y palmado-lobuladas. Las flores tienen forma de copa, son terminales y de brillantes colores. Prefieren ubicaciones secas y calurosas y sustratos arenosos y bien drenados.
C. involucrata es una perenne de crecimiento bajo, alcanza unos 30 cm de altura y se extiende 60 o 70 cm. Posee una gruesa raíz primaria y tallos vellosos. Los pétalos de las flores van desde el color guinda al violeta rojizo con la base de color blanco.
C. scrabiuscula es una perenne poco común endémica de Texas, con alrededor de diez poblaciones que vegetan en las profundas tierras arenosas a lo largo del río Colorado. La mayor parte de su hábitat ha desaparecido, por lo que está listada desde 1981 como especie en peligro de extinción.
Es una herbácea perenne, de tallo erecto que puede exceder 1 m de altura. Produce vistosas flores en forma de copa, de tonalidades que van del magenta al rojo vino con una mancha más oscura en la base de cada pétalo. Cada flor dura entre 6 a 8 días, abriéndose al amanecer hasta el anochecer. La floración se da un periodo muy corto, en mayo o junio.

## Especies
- Callirhoe alcaeoides
- Callirhoe bushii
- Callirhoe digitata
- Callirhoe involucrata
- Callirhoe leiocarpa
- Callirhoe papaver
- Callirhoe pedata
- Callirhoe scabriuscula
- Callirhoe triangulata